# Głęboczek (jezioro we wsi Grobia)
Jezioro Głęboczek – małe jezioro polodowcowe położone na pograniczu Sprzeczna, części wsi Grobia i Lutomka w Gminie Sieraków w powiecie międzychodzkim, województwo wielkopolskie.
Jedno z najmniejszych jezior gminy Sieraków, będące własnością Nadleśnictwa Sieraków. Jego powierzchnia to 5,24 ha.
Przy jeziorze biegnie  czerwony szlak pieszy PTTK, biegnący przez Sprzeczno do „Góry Głazów”.